# 延岑
延岑（？—36年），字叔牙，荊州南陽郡筑陽县（今湖北省谷城县）人，新朝末东汉初武将。義父秦丰，義兄弟田戎。
初期主要在漢中、荊州南陽郡一带活動，新末东汉初群雄之一。後为蜀（成家）公孫述属下。光武帝天下統一事業的最後抵抗的勇将。延岑当時被评价为用兵之良将，同時期蘇茂认为他的軍事能力很高。他对公孫述说的死中求生成为一个成語。延岑在《後漢書》中没有被立传，在公孫述传附录記載了他的若干经历。他的出身階層和初期事跡不明。

## 生平

### 23年
更始元年（23年），延岑被更始帝劉玄属下的劉嘉在南陽郡冠军县击敗，而后投降。延岑开始属于官軍，之后关于他是独立群雄之一还是某个势力的部将，情况不詳。延岑可能跟随更始政权任命的漢中王劉嘉进入了漢中。

### 26年至28年
建武二年（26年）他在漢中郡南鄭再度叛乱，破劉嘉占領南鄭。2月自称武安王。延岑追劉嘉，入西北武都郡，被更始柱功侯李宝打敗，逃向天水郡。公孫述部将侯丹攻打空虚的南鄭。劉嘉起用李宝为相，攻下南鄭。
劉嘉、李宝駐屯武都郡的河池、下弁，与延岑交战。延岑入散关至三輔，劉嘉、李宝追击至右扶風陳倉。在長安西劉嘉、李宝打敗延岑，延岑東進長安東南的京兆杜陵为根据地。劉嘉、李宝又消灭了駐屯長安西北左馮翊雲陽赤眉軍廖湛。
同年9月，延岑与李宝联合，在杜陵擊破率领大軍的赤眉軍将领逄安。在京兆尹藍田漢大司徒邓禹攻延岑，被擊退。翌年（建武3年，27年）4月，延岑被馮異在上林苑（右扶風）擊破，馮異又联络邓曄、于匡在弘农郡析县迎擊，延岑敗走。
同年6月，又被漢軍耿弇在南陽郡穰县打敗。之後時期不明，延岑归順占据南郡邔县黎丘乡自称楚黎王的秦丰。在南郡夷陵活動的田戎成为了秦丰的女婿。年末，秦丰部将張成与漢光武帝部将朱祜、祭遵在南陽郡東陽聚交战。張成兵败被斬，延岑逃至秦丰处。建武四年（28年）2月，延岑攻擊南陽郡順陽县、在鄧县与率鄧曄、于匡的鄧禹交战，战敗。追擊至南陽郡武当再敗北，敗走漢中。

### 29年至34年
建武5年（29年）6月，秦丰灭亡後，延岑、田戎一起投降蜀地公孫述。公孫述任命延岑为大司馬，封汝寧王。建武6年（30年），公孫述的騎馬都尉荊邯上奏请以延岑、田戎分别北向、东向進擊东汉。大臣谏止，公孫述对延岑、田戎也有猜疑心，攻漢计划停止。
同年夏，光武帝部将李通连同王霸、侯進攻打漢中延岑。公孫述派去到漢中郡西城救援延岑的军队，被汉军击破。隴西隗囂也多次救援公孫述的军队。建武九年（33年）隗囂去世，建武十年（34年），隗囂子隗純降漢，隴右平定。

### 35年至36年
建武11年（35年）8月、延岑与呂鮪、王元、公孫恢，在廣漢、犍為郡資中迎擊岑彭的漢軍。岑彭的副将臧宮在正面抵挡延岑，岑彭大胆迂回奇襲作战。岑彭在黄石灘（巴郡涪陵县）擊破公孙述的部将侯丹，攻下延岑軍後背之地犍為郡武陽。遣精鋭騎兵攻打蜀郡廣都，前锋距离成都只有数十里。当初，公孫述听说巴郡平曲有漢軍，派延岑迎擊，岑彭绕到延岑軍後方出現，公孙述大驚“是何神也！”。同时，延岑自己被臧宮再沈水之战中打得大敗。
建武十二年（36年）9月，在成都公孫述询问延岑对策，延岑说：“男儿当死中求生，可坐穷乎！财物易聚耳，不宜有爱。”公孫述以私財募集敢死队5千余人由延岑率领，东汉討蜀大将大司馬吴漢在市橋遭遇奇襲，吴漢落水，抓住馬尾逃出一命。
同年11月、延岑在成都城北側咸門攻擊漢軍臧宮，三战三勝。公孫述在战斗中負重傷，向延岑托付後事之后就死去了。公孫述死后第二天，延岑就向吴漢投降，吴漢盡誅公孙述、延岑族黨。

## 参看
- 均州
- 冠军县